# Adzo Kpossi
Adzo Kpossi (sinh ngày 25 tháng 1 năm 1999) là một vận động viên bơi lội Togo chuyên về bơi bướm và tự do.  Kpossi đã thi đấu trong cả Thế vận hội Mùa hè 2012 và 2016.  Ở cả hai Thế vận hội của mình, cô đã thi đấu ở môn tự do 50 mét. Cô cũng đã tham dự hai giải vô địch thế giới, một giải vô địch thế giới ngắn hạn và một Đại hội Thể thao châu Phi.

## Cuộc thi
Kpossi ra mắt tại một cuộc thi bơi quốc tế là tại Giải vô địch thể thao dưới nước thế giới 2011, nơi cô thi đấu ở cả hai nội dung bướm 50 mét và 50 mét tự do. Trong nội dung 50 mét bướm, cô đã hoàn thành lần cuối trong lượt thi của mình trong khoảng thời gian 55,17 giây, chậm hơn khoảng 25 giây so với người chiến thắng lượt bơi. Nhìn chung, thời gian của cô là chậm nhất trong số 51 vận động viên. Ở nội dung tự do 50 mét, Kpossi đã bơi trong khoảng thời gian 44,60 giây trong lượt bơi của mình và không tiến vào bán kết.

### Thế vận hội mùa hè 2012
Tại Thế vận hội Mùa hè 2012 tại London, Vương quốc Anh, Kpossi đã thi đấu ở môn tự do 50 mét. Bằng cách làm như vậy ở tuổi 13 và 191 ngày, cô trở thành người Olympian trẻ nhất từ trước đến nay. Cô cũng là thí sinh nhỏ tuổi nhất từ bất kỳ quốc gia nào tại Thế vận hội 2012. Trong cuộc thi của mình, cô đã bơi một lúc 37,55 giây để hoàn thành thứ hai trong lượt bơi 3 người của mình. Hiện cô là chậm nhất thứ hai chung cuộc, sau Masempe Theko (Lesotho). Kpossi không đủ điều kiện cho vòng bán kết, và do đó, cuộc thi của cô đã kết thúc.

### Các cuộc thi khác giữa năm 2012 và 2016
Tại Giải vô địch khóa học ngắn hạn thế giới 2012, Kpossi đã thi đấu trong ba sự kiện; bướm 50 mét, tự do 50 mét và hỗn hợp cá nhân 100 mét. Trong cuộc đua bướm, Kpossi đã bơi trong thời gian 43,00 giây, thời gian nhanh nhất thứ 77 trong số 79 đối thủ trong vòng thi nhiệt. Kpossi bị loại khỏi cả hai sự kiện khác của cô. Tại Giải vô địch thể thao dưới nước thế giới 2015, Kpossi đã thi đấu ở nội dung 50 mét tự do. Cô đã bơi trong khoảng thời gian nóng 34,26 giây để hoàn thành tổng thể thứ 103 trong số 113 người bơi và không đủ điều kiện cho vòng bán kết. Cuộc thi lớn tiếp theo của Kpossi là Đại hội thể thao châu Phi 2015. Với lượt bơi tự do 50 mét, cô đã bơi trong khoảng thời gian 33,62 giây để hoàn thành 17 tổng thể và không đủ điều kiện cho vòng bán kết.

### Thế vận hội mùa hè 2016
Tại Thế vận hội mùa hè 2016, Kpossi đã thi đấu ở nội dung 100 mét bướm.  Cô là người mang cờ của Togo trong cả lễ khai mạc và bế mạc. Đối với sự kiện của cô, Kpossi đã bị thu hút bởi nhiệt ba, một sức nóng chứa bảy vận động viên khác cùng với Kpossi. Trong cuộc đua vào ngày 12 tháng 8 năm 2016, Kpossi đã bơi trong khoảng thời gian 33,44 giây để hoàn thành thứ sáu trong sức nóng của mình. Thời gian của Kpossi là lần thứ 79 nhanh nhất trong số 88 vận động viên hoàn thành. Cô không tiến vào vòng tiếp theo.